# RS-837
Pour les articles homonymes, voir Route 837.
La RS 837 est une route locale du Nord-Ouest de l'État du Rio Grande do Sul qui relie la RS-342, dans la municipalité de Tucunduva, à la RS-305, dans la même commune. Elle est longue de 14,740 km.